# Eleague
Eleague, или EL, стилизованно ΞLEAGUE — киберспортивная лига и американское телевизионное шоу, показываемое на TBS.
Лига была открыта в мае 2016 года и представила 24 команды со всего мира по дисциплине Counter-Strike: Global Offensive. Команды ежегодно соревнуются в двух 10-недельных сезонах лиги, которые включают плей-офф и чемпионат. Матчи транслируются в прямом эфире на телеканале TBS каждую пятницу вечером.
Позже количество команд в дисциплине CS:GO было сокращено до 16. В третьем сезоне ELeague была показана популярная файтинговая игра Street Fighter. EL также участвовала в других мероприятиях, таких как Overwatch Open и Rocket League Cup. Трансляция матчей доступна через Twitch и YouTube. Матчи проводятся в Turner Studios в Атланте, США.

## Season 1
Первый сезон ELeague начался 24 мая 2016 года. Двадцать четыре команды были разделены на шесть групп. После того, как каждая команда в группе дважды сыграет с тремя другими командами в своей группе, команды помещаются в сетку с четырьмя командами с одним отборочным туром и разбивкой по результатам группы. Победитель групповой сетки переходит в плей-офф. В сетку Last Chance попадает команда, занявшая второе место в групповом этапе. Также к этой сетке есть квалификация — Last Chance Qualifier. Туда попадают команды, занявшие третье место, откуда две команды переходят в сетку плей-офф. Плей-офф состоял из шести победителей групп — Team EnVyUs, Fnatic, Natus Vincere, Cloud9, Astralis и Ninjas in Pyjamas — и две команды из группы Last Chance: mousesports и Virtus.pro.
Финал состоялся 30 июля 2016 года. В нём встретились Fnatic и Virtus.pro, где Virtus.pro выиграли со счётом 2-0, став победителями первого сезона ELeague.

## Season 2
В конце финала первого сезона аналитик Ричард Льюис объявил, что второй сезон ELeague выйдет в эфир 7 октября 2016 года. ELeague подтвердила эту информацию, а также сказала, что во втором сезоне дисциплиной снова станет CS:GO.
Второй сезон отклонился от формата первого сезона. Вместо этого он отразил формат мейджоров по CS:GO. В этом сезоне прошли открытые и закрытые отборочные матчи, групповые этапы до двух побед и, как и в прошлом сезоне, плей-офф.
Второй сезон начался 21 октября 2016 года. Восемь команд вышедших в плей-офф стали: mousesports, Virtus.pro, Astralis и Team Dignitas, FaZe Clan, Ninjas in Pyjamas, SK Gaming, и OpTic Gaming.
В финале встретились Astralis и OpTic Gaming, где OpTic Gaming одержали победу со счётом 2-1.

## Season 3
ELeague Street Fighter V Invitational или ELEAGUE Season 3 проходил с 27 марта по 26 мая 2017 года. В отличие от первых двух сезонов, дисциплиной была выбрана игра Street Fighter V. В турнире участвовало 32 игрока со всего мира. Шестнадцать из них были приглашены на основе результатов Capcom Cup 2016, а остальные шестнадцать получили приглашения от Capcom. Победителем стал игрок Виктор «Punk» Вудли.

## Season 4
ELEAGUE Season 4 или ELeague CS:GO Premier 2018 проходил с 1 сентября по 13 октября 2017 года. В нём ELeague вернулась к дисциплине Counter-Strike: Global Offensive. Первоначально, двенадцать команд были приглашены на соревнование на основе результатов ELeague Season 2. Ещё четыре команды должны будут пройти квалификацию в своих региональных отборочных. Однако чемпион второго сезона OpTic Gaming оставил только одного из пяти своих игроков, так как Питер «stanislaw» Яргуз перешёл в Team Liquid вскоре после победы, Тарик «tarik» Целик и Вилл «RUSH» Виерзба были переведены в Cloud9, а Кит «NAF» Маркович был переведён в запас, а затем присоединился к Renegades. Оставив Оскара «mixwell» Канэлласа единственным оставшимся членом отряда. Позже OpTic привлекла четырёх европейцев для пополнения своего состава. Замена большинства состава дисквалифицирует команду по правилам ELeague. Поэтому вместо OpTic Gaming выступала команда Renegades.
В плей-офф вышли: FaZe Clan, North, Cloud9 и Astralis, G2 Esports, Fnatic, Team EnVyUs и Heroic.
В финале встретились команды FaZe и Astralis. Победителем стала FaZe выиграв со счётом 2-0.

## Серия мейджор-турниров

### ELEAGUE Major: Atlanta 2017
27 сентября 2016 года Valve анонсировала десятый мейджор в CS:GO — ELEAGUE Major: Atlanta 2017. Как и в других мейджорах, восемь лучших команд из ESL One Cologne 2016 будут приглашены и восемь других команд сыграют через региональные квалификации — майноры. ELEAGUE Major: Atlanta 2017 проходил с 22 по 29 января, что делает его самым продолжительным мейджором.
В восьмёрку лучших команд входили Natus Vincere, Virtus.pro, Astralis, North, FaZe Clan, Fnatic, SK Gaming и Gambit Gaming.
В финале встретились Astralis и Virtus.pro. После тесных и напряжённых трёх игр Astralis победила Virtus.pro со счётом 2-1.

### ELEAGUE Major: Boston 2018
5 октября 2017 года Valve объявила, что двенадцатым мейджором станет ELEAGUE Major: Boston 2018. В отличие от прошлых турниров, он включал 24 команды, поскольку Valve расширила формат, включив в него «Этап новых претендентов». Этот мейджор стал первым в истории крупным турниром CS:GO, проходившим в двух разных городах. Групповой этап состоялся в Атланте с 19 по 22 января. Плей-офф проходил в Бостоне с 26 по 28 января на Agganis Arena в Бостонском университете.
В плей-офф вышли: SK Gaming, Fnatic, G2 Esports, FaZe Clan, Natus Vincere, Quantum Bellator Fire, mousesports и Cloud9.
Победителем стала команда Cloud9, выиграв со счётом 2-1 у FaZe Clan.

## Другие турниры

### OverwatchOpen
В июле 2016 года ELeague объявила о том, что проведёт турнир Overwatch Open, который начнётся в августе 2016 года, с общим призовым фондом в 300 000 долларов. Шестнадцать команд приняли участие в основном турнире, восемь из Северной Америки и восемь из Европы. В финале европейская команда Misfits встретилась с американской командой Team EnVyUs. Победителем стала команда Misfits.

### ELeague Cup:Rocket League
ELeague Cup: Rocket League проходил с 1 по 3 декабря 2017 года. ELeague пригласила восемь ведущих команд со всего мира, а именно: Chiefs Esports Club, Cloud9, G2 Esports, Gale Force eSports, Ghost Gaming, Method, Mock-It eSports и PSG eSports. Команды соревновались за призовой фонд в размере 150 000 долларов.
В напряжённом финале между G2 Esports и Gale Force eSports, G2 смогли победить тогдашних чемпионов мира и выиграть турнир.